# Hyejong
Hyejong (né en 912 et mort le 23 octobre 945) est le deuxième roi de la Corée de la dynastie Goryeo. Il a régné du 4 juillet 943 à sa mort.